# Windhagen
Windhagen település Németországban, Rajna-vidék-Pfalz tartományban. Lakosainak száma 4656 fő (2023. december 31.).

## Népesség
A település népességének változása:
| Lakosok száma | 2095 | 4182 | 4220 | 4345 | 4550 | 4656 |
|               | 1975 | 2017 | 2019 | 2021 | 2022 | 2023 |